# Freda Ahenakew
Freda Ahenakew (11 de fevereiro de 1932 – 8 de abril de 2011) foi uma autora canadense e acadêmica de ascendência Cree (ou Cri). Ahenakew foi considerada uma liderança na preservação da língua indígena e preservação do patrimônio literário no Canadá. Ela era cunhada do ativista político David Ahenakew .

## Biografia
Freda Ahenakew nasceu em Ahtahkakoop, Saskatchewan, sendo a segunda de oito filhos. Seus pais eram Edward e Annie (nascida Bird) Ahenakew. Ela passou parte de sua adolescência morando e estudando no internato St. Alban's Residential School em Prince Albert e frequentou o Prince Albert Collegiate Institute.
Ahenakew se casou com Harold Greyeyes (que frequentou a Qu'Appelle Indian Residential School, depois trabalhou com o Saskatchewan Indian Agricultural Program por meio do Federation of Sovereign Indigenous Nations (FSIN), da Muskeg Lake Cree Nation (do qual posteriormente se tornou membro), e juntos tiveram 12 filhos. Ela voltaria a seguir seus objetivos educacionais em 1968, quando cursou o ensino médio juntamente com nove de seus filhos. Ahenakew obteve seu Bacharelado em Educação pela Universidade de Saskatchewan, em 1979, enquanto ensinava a língua Cri. Seu casamento com Greyeyes terminou no mesmo ano depois de 28 anos. Entre 1976 e 1981, ela encontrou emprego como professora no Saskatchewan Indian Cultural College, na Lac La Ronge Band e na Saskatchewan Survival School (agora Joe Duquette High School) em Saskatoon.
Em 1984, ela recebeu um Master of Arts em Cree linguística da Universidade de Manitoba, trabalhando em estreita colaboração com o professor HC Wolfart. Sua tese de mestrado, "Cree Language Structures", foi publicada posteriormente. De 1983 a 1985, ela foi professora assistente no departamento de Estudos Nativos da Universidade de Saskatchewan. Ela foi diretora do Saskatchewan Indian Languages Institute de 1985 a 1989. Depois de liderar o instituto, ela foi professora de estudos nativos na Universidade de Manitoba até sua aposentadoria em 1996.
Ahenakew recebeu vários prêmios honorários, incluindo um diploma honorário da Universidade de Saskatchewan. Ela foi nomeada Membro da Ordem do Canadá em 1998 e recebeu a Ordem do Mérito de Saskatchewan em 2005.
Em 2016, uma filial da Biblioteca Pública de Saskatoon foi nomeada em homenagem a Freda Ahenakew.